# Sedum aoikon
Sedum aoikon là một loài thực vật có hoa trong họ Crassulaceae. Loài này được Ulbr. miêu tả khoa học đầu tiên năm 1917.